# Syberia (computerspelserie)
Syberia is een serie avonturenspellen die zijn ontwikkeld door Microïds en uitgegeven door The Adventure Company en XS Games. De spelserie is bedacht en ontworpen door Benoît Sokal. In 2002 verscheen het eerste spel voor Windows en later voor spelcomputers en mobiele telefoons.
Syberia werd geprezen vanwege het grafische ontwerp en slimme script. Het spel bevat elementen van art nouveau en steampunk. De meeste apparaten in het spel worden aangedreven door mechanische kracht, zoals veren en tandwielen.

## Verhaal
Centraal in het verhaal van de spelserie staat Kate Walker, een Amerikaanse advocate uit New York die de aankoop van een speelgoedfabriek moet afronden. De enige erfgenaam blijkt vermist en Kate Walker gaat per trein naar hem op zoek. Ze wordt vergezeld door de automaton Oscar. Haar missie brengt haar door Centraal- en Oost-Europa, en uiteindelijk naar Rusland met Siberië als eindbestemming. Volgens de legendes zouden hier nog altijd mammoeten in het wild leven. In het derde spel gaat haar avontuur verder bij de Yukol-stam.

## Gameplay
De spellen bestaan uit point-and-click adventurespellen waarin de speler puzzels moet zien op te lossen. Dit gebeurt door voorwerpen en aanwijzingen te verzamelen en deze te combineren tot de oplossing. Omdat het bij Syberia volledig om het verhaal gaat is het onmogelijk om dood te gaan in het spel, of vast komen te zitten op een bepaald punt, waardoor spelers zich volledig kunnen richten op de loop van het verhaal. Er zijn dialogen met andere personages om verder te komen of om aanwijzingen te krijgen.

## Spellen in de serie
| Jaar | Titel                     | Platforms                                                                               |
| ---- | ------------------------- | --------------------------------------------------------------------------------------- |
| 2002 | Syberia                   | Windows, Xbox, PS 2, Windows Mobile, iOS                                                |
| 2004 | Syberia II                | Windows, OS X, PlayStation 2, PlayStation 3, Xbox, Xbox 360, Switch, iOS, Windows Phone |
| 2017 | Syberia III               | Windows, macOS, PlayStation 4, Xbox One, Switch, Android, iOS                           |
| 2022 | Syberia: The World Before | Windows, PlayStation 5, Xbox Series, Nintendo Switch, PlayStation 4, Xbox One           |

## Personages
- Kate Walker
- Oscar
- Hans Voralberg